# Léa Passion : Danseuse étoile
Léa Passion : Danseuse étoile (Princess Ballerina: Yume Miru 4-Jin no Prima Donna, Imagine: Ballet Star ou Imagine: Ballet Dancer) est un jeu vidéo d'action-aventure développé par Spike et édité par Ubisoft en france, sorti en 2008 sur Nintendo DS

## Accueil
- IGN : 4,6/10[1]